# عيب الأنبوب العصبي
عيوب الأنبوب العصبي هي مجموعة من الحالات حيث يوجد فتحة في العمود الفقري أو الدماغ منذ النمو المبكر للإنسان. وتدعى فالأسبوع الثالث من الحمل بتكون المعيدة، وتبدأ الخلايا المتخصصة في الجانب الظهري للجنين بالتغير في الشكل والتشكيل للأنبوب العصبي. وتظهر هذه العيوب عندما لايغلق تماماً هذا الأنبوب.
وتتضمن أنواع محددة: تؤثر (السنسنة المشقوقة ) على العمود الفقري. وينتج (انعدام الدماغ) عن وجود جزء منه أو انعدامه. ويؤثر (التهاب الدماغ) على الجمجمة، وينتج (انعدام الدماغ الشمي) إلى مشاكل الرقبة الحادة.
عيوب الأنبوب العصبي هي أحد العيوب الخلقية الأكثر شيوعاً وتؤثر على ولادة أكثر من 300,000 سنوياَ في أنحاء العالم. وعلى سبيل المثال تأثر السنسنة المشقوقة على ولادة مايعادل 1500 سنوياً في الولايات المتحدة الأمريكية أو مايعادل 3.5 لكل 10.000 (0.035% من مواليد الولايات المتحدة الأمريكية) التي إنخفضت من مايقارب 5 لكل 10.000(0.05%)منذ بدء تحصين الفولات. وإنخفض أيضاً عدد الوفيات في الولايات المتحدة كل عام بسبب عيوب الانبوب العصبي إلى 1.200 قبل بدء تحصين الفولات.

## الأنواع
ويوجد هناك نوعيين من عيوب الأنبوب العصبي وهما: المفتوح وهو الأكثر شيوعاً، والمغلق. يحدث العيب الأنبوبي العصبي المفتوح عندما يكون الدماغ أو العمود الفقري مكشوفين عند الولادة من خلال تشوهاً في الجمجمة أو الفقرات. ومن أمثلة العيب الأنبوبي المفتوح، انعدام الدماغ والتهاب الدماغ وموه انعدام المخ وانقذال الدماغ وانشقاق الدماغ والسنسنة المشقوقة. وتدعى الانواع النادرة من العيوب الأنبوبيه العصبية بالمغلقة. ويحدث العيب الأنبوبي العصبي المغلق عندما يغطى التشوه الشوكي بالجلد. ومن الأمثلة الشائعة له: قيلة سحائية شحمية والحبل المربوط.

### انعدام الدماغ
انعدام الدماغ وهو عيب في الأنبوب العصبي وعادة يحدث عندما لاتغلق نهايته خلال يومي الثالث والسادس والعشرون من فترة الحمل، ويؤدي ذلك إلى عدم وجود جزء كبير من الدماغ والجمجمة. الرضع الذين يولدون بهذه الحالة لايكون لديهم الجزء الأمامي من الدماغ وهو الجزء الأكبر من الدماغ وعادة مايكونون عمي وصم وفاقدين للوعي. من المؤكد بأن نقص عمل الدماغ لن يجعل الرضيع يستعيد وعيه. عادة الرضع إما يكونوا جهيضين أو سيموتون في غضون بضع ساعات أو أيام بعد الولادة.

### قيلة دماغية
تتميز القيلة الدماغية بالنتوءات في الجمجمة التي تشبه الكيس المغطى بالغشاء. ويمكن أن يوجد هنالك ثغرة في وسط الجزء العلوي من الجمجمة ويكون مابين الجبهة والأنف أو الجزء الخلفي من الجمجمة. عادة ماتشخص القيلة الدماغ فوراً عند ظهورها. وفي بعض الأحيان لايتم كشف القيلة الدماغية الصغرى التي في الأنف والجبهة.

### موه انعدام المخ
موه انعدام المخ هي الحالة التي تكمن في فقدان نصف الدماغ وتُملأ بالسائل الكيسي النخاعي.

### انقذال الدماغ
انقذال الادماغ هو عيب أنبوبي عصبي نادر الذي ينتج عنه انحناء شديد في بداية العمود الفقري. وعادة مايتم تشخيصه عن طريق المسح بالموجات فوق الصوتية، ولكن إن لم يُفعل ذلك فلابد عملها فوراً بعد الولادة لأن الرأس يكون منحني إلى الخلف والوجة يكون بالإتجاه الأعلى. وعادة لايوجد رقبة ويتصل جلد الوجة مباشرة بالصدر وفروة الرأس تكون متصلة بالجزء العلوي من الظهر. وعادة الرضيع لن يصمد لأكثر من بضع ساعات.

### السنسنة المشقوقة
تنقسم السنسنة المشقوقة إلى جزئين فرعيين هما، السنسنة المشقوقة الكيسية والسنسنة المشقوقة الخفية.

#### السنسنة المشقوقة الكيسية
وتتضمن قيلة سحائية وقيلة نخاعية سحائية. القيلة السحائيه هي الأقل حدة وتتميز بفتق السحايا ولكن ليس في النخاع الشوكي بل في القناة الشوكية المفتوحة. وتتميز أيضاً القيلة النخاعية السحائية بفتق السحايا عبر الحبل الشوكي المفتوح.

#### السنسنة المشقوقة الخفية
وهذا النوع من عيب الانبوب العصبي لايتم فيه فتق السحايا عبر قناة الحبل الشوكي المفتوح. وهي حالة شائعة وتحدث بنسبة 10 -20% في الأشخاص الأصحاء. ومن التعريف علمنا بأن السنسنة المشقوقة الخفية تعني وجود انقسام خفي فيها. وأكثر الأشكال شيوعاً عن هذا العيب عندما يطلق على أجزاءه بالنتؤ الشوكية.وهو ليس بضار عموماً عندما يظهر القوس العصبي غير طبيعي في الصورة الإشعاعية. وعادة الحبل الشوكي وأعصاب العمود الفقري ليسوا من ضمنها.وخطر تكرار الإصابة به أعلى عند الأقارب من الدرجة الأولى (الوالدين أو الأخوة) ب5-10 مرات من عامة الناس. ومن غير المؤكد خطر التكرار الوراثي مع أشكال أعراض السنسنة المشقوقة. 

## الأسباب

### نقص ملح حمض الفوليك
ملح حمض الفوليك (فيتامين B9) وفيتامين B12 هما مهمين جداً في الحد من ظهور عيوب الأنبوب العصبي. ملح حمض الفوليك مطلوب في الإنتاج والمحافظة على الخلايا الجديدة وتركيب الحمض النووي وحمض النووي الريبي. ملح حمض الفوليك بحاجة لأن يحمل مجموعة واحدة من الكربون للمُثيل وتركيب الحمض النووي. وفي وقت مبكر تم الأفتراض بأن الجنين البشري قد يكون عرضة لنقص ملح حمض الفوليك بسبب اختلاف وظائف الإنزيمات في مرحلة النمو الجنيني مع ارتفاع الطلب على آخر متعدية مثيل من هيكل الخلية في الخلايا العصبية أثناء إغلاق الأنبوب العصبي. وفشل متعدية المثيل لهيكل الخلية يلزم التمايز في عيوب الأنبوب العصبي. ومن أهم المستقبلات أيضاً هو فيتامين B12في ملح حمض الفوليك حيث أظهرت الدراسات أن نقص فيتامين B12 يساهم في خطر عيوب الأنبوب العصبي. والأهم من ذلك أن نقص ملح حمض الفوليك بحد ذاته لايسبب عيب الأنبوب العصبي. والترابط في المكملات الذي بين انخفاض عيوب الأنبوب العصبي وملح حمض الفوليك هو بسبب تفاعل البيئة الجينية كاضعف المسبب في C677T واختزال الميثيلين تتراهيدروفولات (MTHFR) البديل. يقلل مكمل حمض الفوليك خلال فترة الحمل من انتشار مرض عيب الأنبوب العصبي.

### تفاعل الجينات البيئية
ويمكن أن تشمل الاحتمالات الأخرى، ملح حمض الفوليك (مثل ميثوتريكسات ) ومرض سكري الأمهات وبدانة الأم والسموم الفطرية في وجبة الذرة الملوثة وارتفاع الحرارة في النمو المبكر والإشعاع. وقد أظهرت الدراسات بأن كل من الأم المدخنة وتعرض الأمهات للتدخين يزيد من خطر عيوب الأنبوب العصبي في النسل. وتقترح آلية تعرض الأم لدخان السجائر يمكن أن يزيد من خطر أمراض عيوب الأنبوب العصبي في النسل بواسطة العديد من الدراسات التي تبين وجود علاقة بين تدخين السجائر وارتفاع مستويات الحمض الأميني. وتشير الدراسة بأن دخان السجائر بما في ذلك التعرض له، ليس فقط خطر على الأم بل يمكن أيضاً أن يدخل في انغلاق الانبوب العصبي لنمو الجنين. وكل ماسبق يمكن أن يُمثل في التداخل مع بعض حمض الفوليك وربط مثيل حمض الفوليك المتعلق بالعملية الخلوية كما أن هناك أنواع من جينات هذا النوع مرتبطة بعيوب الانبوب العصبي.

### أخرى
تقلل مكملات حمض الفوليك من انتشار عيوب الأنبوب العصبي بما يقارب 70% وأشير إلى أن 30% لا تعتمد على هذا الحمض وهي نتيجة لسبب آخر غير تغيرات أنماط مُثيل. وتوجد الجينات المتعددة الأخرى المرتبطة بعيوب الانبوب العصبي وهي مرشحة لحمض الفوليك الحساس. وهناك أيضاً العديد من المتلازمات كمتلازمة ميكل ومتلازمة ثلاثي الصيغة الصبغية التي عادة ماترافقها عيوب الانبوب العصبي التي من المفترض بأن ليس لها علاقة بحمض الفوليك. 

## التشخيص
وتشمل اختبارات عيوب الأنبوب العصبي الفحص بالموجات فوق الصوتية وقياس مصل الأم (ألفا فيتو بروتين MSAFP). ويستخدم أيضاً للسائل السٌلوي ألفا فيتوبرتين (AFAFP) وأسيتيل كولينستيراز لتاكيد ما إذا الفحص بالموجات الصوتية أظهر مخاطر إيجابية. في كثير من الأحيان هذه العيوب تظهر عند الولادة ولكن العيوب الخفية قد لايتم تشخيصها الأ في عمر متقدم. يقاس مصل الأم في الأسبوع 16-18 ومرحلة الحمل هي متنبئ جيد لعيوب الانبوب العصبي المفتوحة. ومع ذلك لدى الاختبارات معدل عالي خاطئ (2% لجميع نساء أونتاريو، كندا مابين 1993 و2000 لديهم أختبار إيجابي بأن ليس لديهم عيوب الانبوب العصبي المفتوحة. وبالرغم أن 5% لديهم نتائج معروفة حول العالم) وجزء فقط من عيوب الانبوب العصبي يمكن معرفتها بالفحص (73% بنفس الدراسة الكندية ). فحص مصل الأم مرتبط بالموجات فوق الصوتية الروتيني اذي لديه أفضل معدل اكتشاف ومع ذلك تعتمد موجات فوق الصوتية على العامل المتدرب وجودة المعدات.

## الوقاية
في عام 1996، نشرت منظمة الأغذية والدواء الأمريكية اللوائح التي تتطلب إضافة حمض الفوليك إلى الخبز المخصب والحبوب والدقيق ومنتجات الحبوب الأخرى.ومن المهم أن نلاحظ أنه خلال الأسابيع الأربعة الأولى من الحمل (عند معظم النساء لا يدركن بأنهن حوامل )، بتناول حمض الفوليك الكافي لضرورة تحسن عملية تكون الجنين. لذا، ننصح النساء اللواتي يمكن أن يصبحن حوامل بتناول الأطعمة المدعمة بحمض الفوليك أو أخذ المكملات بالإضافة إلى تناول الأطعمة الغنية بفيتامينات الفولات للحد من مخاطر ولادة مصابه بالتشوهات. من الإجباري في كندا اختيار الاطعمة المدعمة بحمض الفوليك للحد من حالات عيوب الانبوب العصبي بنسبة 46%.
وينصح النساء في المملكة المتحدة اللاتي قد يصبحن حوامل للحصول على 400 ميكروغرام من حمض الفوليك يوميا. يجب على النساء الحوامل أن يتلقين 1.0 ملغ (1000 ميكروغرام)، والنساء اللاتي سبق لهن الولادة لطفل بعيوب الأنبوب العصبي الحصول على 4.0 ملغ / 5.0 ملغ.

## العلاج
علاج عيوب الأنبوب العصبي يعتمد على شدة مضاعفاته. لايوجد علاج متاح لانعدام الدماغ و عادة الرضع لا يعيشون لأكثر من بعض ساعات. حسنت الإدارة الجراحية في إبقاء وظائف الرضع الذين لديهم السنسنة المشقوقة والقيلة السحائية و القيلة النخاعية السحائية. غالبا مايعتمد نجاح عملية جراحية على مقدار أنسجة المخ التي في التهاب الدماغ. والهدف من علاج العيوب الأنبوبية العصبية لتتيح للأفراد ليصيلوا إلى أعلى مستوى وظيفي وإستقلالي. وقد تم إجراء العملية الجراحية للجنين قبل 26 أسبوعاً من مرحلة الحمل مع بعض الأمل بأن هناك فائدة نهائية عائدة في تخفيض تشهوه أرنولد - خياري وبهذه الطريقة يتم تقليل احتياج لَتْحويلَةٌ بُطَينِيَّةٌ صِفاقِيَّة ولكن هذا الإجراء هو خطر كبير على كل من الأم والطفل. وعلاوة على ذلك، هذه الجراحة ليست العلاج الوحيد لكل المشاكل المرتبطة بعيوب الأنبوب العصبي. وقد تشمل مجالات أخرى من مجالات البحوث في هندسة الأنسجة والعلاج بالخلايا الجذعية ولكن لم يستخدم بعد هذا البحث في البشر.

## علم الأوبئة
أدت عيوب الأنبوب العصبي بوفاة 71,000 على مستوى العالم في عام 2010.